# Tom Russell

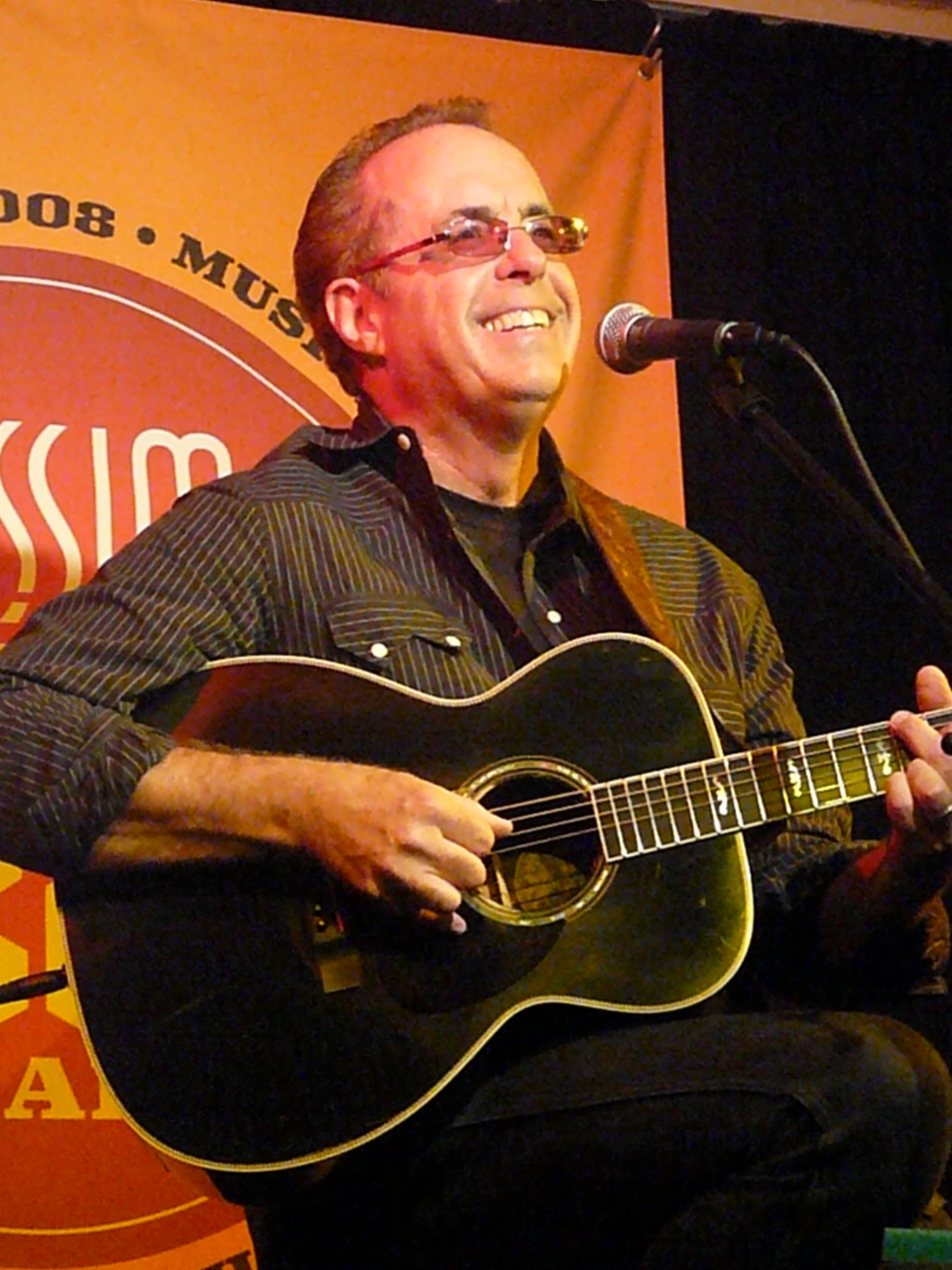
Tom Russell

Thomas George (Tom) Russell (Los Angeles, 5 maart 1953) is een Amerikaans singer-songwriter.
Naast het musiceren doet Russell aan schilderen en publiceerde hij verschillende boeken.

## Repertoire
Hoewel zijn werk onder Texas country wordt geschaard, bevat zijn muziek sterke invloeden uit de folk, tex-mex en cowboymuziek uit het Wilde Westen.
Verscheidene van zijn liedjes werden opgenomen door andere artiesten, waaronder Johnny Cash, k.d. lang, Guy Clark, Nanci Griffith, Ramblin' Jack Elliott, Iris Dement, Dave Alvin en Suzy Bogguss.

## Discografie

### Albums
- Ring of Bone (met Patricia Hardin) (1976)
- Wax Museum (met Patricia Hardin) (1978)
- Heart on a Sleeve (1984) (Tom Russell Band)
- Road to Bayamon (1987) (Tom Russell Band)
- Poor Man's Dream (1989) (Tom Russell Band)
- Hurricane Season (1991) (Tom Russell Band)
- Cowboy Real (1991)
- Box of Visions (1993)
- Hillbilly Voodoo (1993, met Barrence Whitfield)
- Cowboy Mambo (1994, met Barrence Whitfield)
- The Rose of the San Joaquin (1995)
- The Long Way Around (1997)
- Song of the West (1997)
- The Man from God Knows Where (1999)
- Borderland (2001)
- Museum of Memories (2002)
- Modern Art (2003)
- Indians Cowboys Horses Dogs (2004)
- Hotwalker (2005)
- Raw Vision 1984-1994 (2005)
- Love and Fear (2006)
- The Wounded Heart of America (2007)
- One to the Heart, One to the Head (2009, met Gretchen Peters)
- Blood and Candle Smoke (2009)
- Mesabi (2011)

### Compilaties
- Tulare Dust: A Songwriters' Tribute to Merle Haggard (1994) (Russell vertolkt "Tulare Dust" en "They're Tearin' the Labor Camps Down")
- Veteran's Day: Anthology (2008)

### Dvd's
- Hearts on the Line (2005)
- Mano a Mano (2008)